# Timmia megapolitana
Timmia megapolitana là một loài rêu trong họ Timmiaceae. Loài này được Hedw. mô tả khoa học đầu tiên năm 1801.